# Quarouble
Quarouble är en kommun i departementet Nord i regionen Hauts-de-France i norra Frankrike. Kommunen ligger i kantonen Valenciennes-Est som tillhör arrondissementet Valenciennes. År 2022 hade Quarouble 3 141 invånare.

## Befolkningsutveckling
Antalet invånare i kommunen Quarouble
| Referens: INSEE |